# Festival des 3 Continents 1996
Le Festival des 3 Continents 1996, 18e édition du festival, s'est déroulé du 19 au 26 novembre 1996.

## Jury
- Jackie Berroyer : acteur français
- Debora Caprioglio : actrice italienne
- Marianne Jean-Baptiste : actrice anglaise
- Luce Grunewaldt : monteuse belge
- Peter Scarlet : directeur du Festival de San Francisco
- Petr Václav : réalisateur tchèque

## Sélection

### En compétition
| Titre                              | Réalisation             | Pays         |
| ---------------------------------- | ----------------------- | ------------ |
| Ah Chung                           | Chang Tso-chi           | Taïwan       |
| Chronique d'une disparition        | Elia Suleiman           | Palestine    |
| Dernières vacances                 | Amir Karakoulov         | Kazakhstan   |
| Festival                           | Im Kwon-taek            | Corée du Sud |
| Kathapurushan                      | Adoor Gopalakrishnan    | Inde         |
| Les Cendres du temps               | Wong Kar-wai            | Hong Kong    |
| Les Rois de l’asphalte             | Oussama Fawzi           | Égypte       |
| Mahjong                            | Edward Yang             | Taïwan       |
| Nostalgie de la campagne           | Đặng Nhật Minh          | Viêt Nam     |
| Sous la peau                       | Francisco José Lombardi | Pérou        |
| Tout autour était couvert de neige | Kamara Kamalova         | Ouzbékistan  |
| Une histoire vraie                 | Abolfazl Jalili         | Iran         |

### Autres programmations
- Les grands mélodrames argentins
- Regards sur le cinéma sud-africain
- Cinéma de Shanghaï
- Hommage à Carlos Hugo Christensen[2]

## Palmarès
- Montgolfière d'or : Une histoire vraie de Abolfazl Jalili
- Montgolfière d'argent : Chronique d'une disparition de Elia Suleiman
- Prix spécial du jury : Tout autour était couvert de neige de Kamara Kamalova
- Prix de la mise en scène : Mahjong de Edward Yang
- Prix du public : Nostalgie de la campagne  de Đặng Nhật Minh[2]